# Động Tả Phìn
Động Tả Phìn là động trong khối núi ở thôn Sa Xéng xã Tả Phìn thị xã Sa Pa tỉnh Lào Cai, Việt Nam.
Động thuộc dạng karst ở sườn đông nam khối núi đá vôi cao 1792 m thuộc dãy Hoàng Liên Sơn. Cửa hang cao 5 m, rộng 3 m, có lối đi xuyên xuống đất sâu 30 m, có chỗ có vòm cao 8 m, với nhiều thạch nhũ có hình thù khác lạ. Cửa hang hiện được gia cố an toàn, phục vụ nhiều người tham quan.
Động Tả Phìn được Bộ Văn hóa, Thể thao và Du lịch xếp hạng là di tích quốc gia tại Quyết định số 5388/QĐ-BVHTTDL ngày 29/12/2017.

## Vị trí
Động Tả Phìn nằm trên một nhánh dãy núi đá vôi của dãy Hoàng Liên Sơn, cách trung tâm thị xã Sa Pa cỡ 12 km đường thẳng về hướng bắc.
Đi từ phía thành phố Lào Cai tới theo Quốc lộ 4D thì đến ngã ba 22°21′55″B 103°51′58″Đ / 22,365148°B 103,866062°Đ ở phường Hàm Rồng, cách trung tâm thị xã cỡ 5 km. Từ ngã ba đi theo hướng bắc tây bắc cỡ 6 km đến trung tâm hành chính xã Tả Phìn 22°23′43″B 103°50′33″Đ / 22,395157°B 103,842636°Đ.
Từ đó đi tiếp 1,7 km đến thôn Sa Xéng, là bản của người Dao và người H'Mông.